# Dia mundial de la Presa de Consciència de l'Abús i el Maltractament a la Gent Gran
El Dia mundial de la Presa de Consciència de l'Abús i el Maltractament a la Gent Gran és un dia internacional que se celebra cada 15 de juny, amb l'objectiu de crear una consciència social i política per combatre aquesta xacra social inacceptable, que presenta múltiples formes i que es pot prevenir.
El 19 de desembre de 2011, les Nacions Unides van reconèixer l'abús i el maltractament envers les persones grans com un problema social mundial que afecta la salut i els drets humans de milions de persones i una qüestió que mereix l'atenció de la comunitat internacional. Segons la Declaració de Toronto per a la Prevenció Global del Maltractament de la Gent Gran (2002), el maltractament envers les persones grans es defineix com l'acció única o repetida, o la manca d'una resposta adequada, que causi danys o angoixa a una persona gran i que tingui lloc dins de qualsevol relació on existeixi una expectativa de confiança (OMS, INPEA 2002). L'Assemblea General de les Nacions Unides, a través de la resolució 66/127, decidí designar el 15 de juny Dia Mundial de Presa de Consciència de l'Abús i Maltractament a la Gent Gran. Amb aquesta ceebració es vol visualitzar l'oposició als abusos i els patiments infligits a algunes de les nostres generacions més grans. El maltractament de la gent gran és un problema social que existeix als països en desenvolupament i desenvolupats i, en general, no es notifica prou a tot el món. Encara que no se sap la magnitud del maltractament dels ancians, la seva importància social i moral és indiscutible. Per aquest motiu, aquest problema requereix una resposta mundial multifacètica que se centri en la protecció dels drets de la gent gran.